# Copa Espírito Santo de Futebol Feminino
A Copa Espírito Santo de Futebol Feminino foi uma competição de futebol feminino realizada pela Federação de Futebol do Estado do Espírito Santo (FES) com apenas duas edições.

## História
A primeira edição da competição foi realizada em 2011, reunindo cinco equipes. O Comercial de Castelo conquistou o título em final contra o Vila Nova-ES.
A segunda edição foi realizada em 2013 contando com apenas quatro equipes. O Projeto SELC conquistou o título em reedição da final do Campeonato Capixaba Feminino do mesmo ano, vencendo o Comercial de Castelo.

## Edições
| Edição | Ano           | Campeão      | Vice-campeão |
| ------ | ------------- | ------------ | ------------ |
| 1ª     | 2011 Detalhes | Comercial    | Vila Nova-ES |
| 2ª     | 2013 Detalhes | Projeto SELC | Comercial    |